# Anthrax bellulus
Anthrax bellulus är en tvåvingeart som beskrevs av Philippi 1865. Anthrax bellulus ingår i släktet Anthrax och familjen svävflugor. Inga underarter finns listade i Catalogue of Life.